# Острица (животно)
Вижте пояснителната страница за други значения на Острица.
Острицата (Enterobius vermicularis) е малък кръгъл червей от 5 до 10 mm, който паразитира в тънкото и дебелото черво на човека. Обикновено през нощта женските се придвижват към ануса, за да снасят яйцата си. Техните движения предизвикват силни сърбежи. Яйцата на острицата се разнасят чрез заразени при чесане пръсти, бельо, хлебарки, мухи, неизмити плодове, зеленчуци и ръце и др. Когато човек се чеше той смачква паразита и така спомага да се освободят яйцата.
Заболяването, причинено от острица, се нарича ентеробиоза. От него боледуват най-много децата. Борбата срещу острицата трябва да се води преди всичко чрез санитарнохигиенни мероприятия и лична хигиена.